# Copa del Presidente de Turquía
La Copa del Presidente de Turquía es una competición anual organizada por la Federación turca de baloncesto en formato de Super Copa, en la que se enfrentan el ganador de la Liga y el de la Copa de Turquía. En caso de ser el mismo equipo, la disputarían los finalistas de la liga. Se celebra desde el año 1985.

## Palmarés
| Año  | Campeón                  | Marcador     | Finalista                | MVP             |
| ---- | ------------------------ | ------------ | ------------------------ | --------------- |
| 1985 | Galatasaray              | 85 - 84      | Fenerbahçe               | —               |
| 1986 | Efes Pilsen              | 101 - 100    | Galatasaray              | —               |
| 1987 | Karşıyaka                | 81 - 65      | Beşiktaş                 | —               |
| 1988 | Eczacıbaşı               | 89 - 87      | Fenerbahçe               | —               |
| 1989 | Çukurova Sanayi          | 82 - 74      | Eczacıbaşı               | —               |
| 1990 | Fenerbahçe               | 95 - 86      | Galatasaray              | —               |
| 1991 | Fenerbahçe               | 75 - 72      | Tofaş SAS                | —               |
| 1992 | Efes Pilsen              | 102 - 98     | Paşabahçe                | —               |
| 1993 | Efes Pilsen              | 88 - 63      | Tofaş                    | —               |
| 1994 | Fenerbahçe               | 85 - 74      | Efes Pilsen              | —               |
| 1995 | Ülkerspor                | 70 - 55      | Galatasaray              | —               |
| 1996 | Efes Pilsen              | 69 - 44      | Türk Telekom             | —               |
| 1997 | Türk Telekom             | 78 - 75      | Efes Pilsen              | —               |
| 1998 | Efes Pilsen              | 76 - 63      | Ülkerspor                | —               |
| 1999 | Tofaş                    | 77 - 66      | Efes Pilsen              | —               |
| 2000 | Efes Pilsen              | 66 - 65      | Ülkerspor                | —               |
| 2001 | Ülkerspor                | 94 - 87      | Efes Pilsen              | —               |
| 2002 | Ülkerspor                | 83 - 78      | Efes Pilsen              | —               |
| 2003 | Ülkerspor                | 68 - 66      | Efes Pilsen              | —               |
| 2004 | Ülkerspor                | 68 - 66      | Efes Pilsen              | —               |
| 2005 | Ülkerspor                | 83 - 72      | Efes Pilsen              | —               |
| 2006 | Efes Pilsen              | 77 - 61      | Alpella                  | —               |
| 2007 | Fenerbahçe Ülker         | 79 - 77      | Efes Pilsen              | —               |
| 2008 | Türk Telekom             | 83 - 79      | Fenerbahçe Ülker         | —               |
| 2009 | Efes Pilsen              | 81 - 74      | Fenerbahçe Ülker         | —               |
| 2010 | Efes Pilsen              | 79 - 77      | Fenerbahçe Ülker         | —               |
| 2011 | Galatasaray Medical Park | 103 - 97     | Fenerbahçe Ülker         | —               |
| 2012 | Beşiktaş                 | 77 - 75      | Anadolu Efes             | —               |
| 2013 | Fenerbahçe Ülker         | 64 - 62      | Galatasaray Liv Hospital | —               |
| 2014 | Pınar Karşıyaka          | 77 - 75      | Fenerbahçe Ülker         | —               |
| 2015 | Anadolu Efes             | 76 - 74      | Pınar Karşıyaka          | —               |
| 2016 | Fenerbahçe               | 77–69        | Anadolu Efes             | Bobby Dixon     |
| 2017 | Fenerbahçe               | 75–64        | Banvit                   | Luigi Datome    |
| 2018 | Anadolu Efes             | 65–62        | Fenerbahçe               | Doğuş Balbay    |
| 2019 | Anadolu Efes             | 79-74        | Fenerbahçe Beko          | Krunoslav Simon |
| 2020 | No entregado             | No entregado | No entregado             | No entregado    |
| 2021 | No entregado             | No entregado | No entregado             | No entregado    |
| 2022 | Anadolu Efes             | 71-62        | Fenerbahçe Beko          | Ante Žižić      |

## Títulos por club
| Club            | Copas ganadas | Finalista | Años                                                                         |
| --------------- | ------------- | --------- | ---------------------------------------------------------------------------- |
| Anadolu Efes    | 13            | 11        | 1986, 1992, 1993, 1996, 1998, 2000, 2006, 2009, 2010, 2015, 2018, 2019, 2022 |
| Fenerbahçe      | 7             | 10        | 1990, 1991, 1994, 2007, 2013, 2016, 2017                                     |
| Ülkerspor       | 6             | 2         | 1995, 2001, 2002, 2003, 2004, 2005                                           |
| Galatasaray     | 2             | 4         | 1985, 2011                                                                   |
| Türk Telekom    | 2             | 1         | 1997, 2008                                                                   |
| Karşıyaka       | 2             | 1         | 1987, 2014                                                                   |
| Tofaş           | 1             | 2         | 1999                                                                         |
| Beşiktaş        | 1             | 1         | 2012                                                                         |
| Eczacıbaşı      | 1             | 1         | 1988                                                                         |
| Çukurova Sanayi | 1             | -         | 1989                                                                         |
| Paşabahçe       | -             | 1         | -                                                                            |
| Alpella         | -             | 1         | -                                                                            |
| Banvit          | -             | 1         | -                                                                            |